# Powiat de Szczytno
Pour les articles homonymes, voir Szczytno (homonymie).
Le powiat de Szczytno (en polonais : powiat szczycieński) est un powiat appartenant à la voïvodie de Varmie-Mazurie dans le nord-est de la Pologne.

## Division administrative
Le powiat comprend 8 communes :
- 1 commune urbaine : Szczytno ;
- 1 commune mixte : Pasym ;

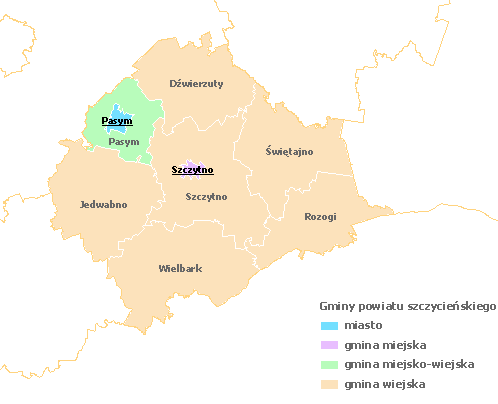
Carte du powiat (en polonais).

- 6 communes rurales : Dźwierzuty, Jedwabno, Rozogi, Szczytno, Świętajno et Wielbark.